# Reina de cors
Reina de cors (originalment en danès: Dronningen, distribuïda internacionalment com a Queen of Hearts) és una pel·lícula dramàtica danesa del 2019 dirigida per May el-Toukhy i protagonitzada per Trine Dyrholm i Gustav Lindh. Als premis Oscar de 2019 va ser seleccionada per representar Dinamarca a l'Oscar a la millor pel·lícula de parla no anglesa, però no va ser nominada. La pel·lícula va guanyar el Premi de Cinema del Consell Nòrdic de 2019. El 13 d'agost de 2022 es va estrenar la versió doblada al català al canal La 2.

## Sinopsi
Anne és una advocada que treballa en el processament d'un cas de violació. Està casada amb un metge, Peter, i tenen dues filles, Frida i Fanny. El fill adolescent de Peter del seu matrimoni passat és Gustav, que viu a Suècia amb la seva mare Rebecca. La família planeja que Gustav s'instal·li amb Anne i Peter. Gustav arriba, però comença a entrar en conflicte amb Peter, pressionant pel dret a viure pel seu compte tot i ser menor d'edat. Un dia Anne torna a casa i troba que hi han entrat a la força i els hi han robat. S'informa de l'incident a la policia, però després Anne troba un element a la bugada de Gustav que hi havia a la bossa, robat a casa. Ella s'adona que era el responsable del robatori i confronta Gustav amb les proves. Tanmateix, Anne promet mantenir secret l'assumpte si Gustav es comporta a la llar. El temps passa i una nit, Gustav porta a casa la seva xicota Amanda. Anne sent que la parella té relacions sexuals i es desperta.
Peter i Anne entretenen els hostes al seu balcó, però Anne deixa el grup per portar Gustav a un bar. Allà, el besa. Més tard, ella entra al seu dormitori i tenen sexe. Ambdós comencen una relació sexual durant la qual Gustav entrevista a Anne, fent-li diverses preguntes, inclosa la seva primera relació sexual. Anne diu que va ser amb algú amb qui no hauria d'haver tingut relacions sexuals, però no vol parlar-ne. La família celebra l'aniversari de la Frida i la Fanny. Quan Anne i Gustav marxen, Gustav la besa. Una convidada, la germana d’Anne, Lina, és testimoni de la trobada i molesta, marxa de la festa. A Anne li preocupa que la Lina li expliqui al Peter i decideix trencar la seva relació amb Gustav.
Gustav i Peter marxen a passar una estona a la seva cabana; Peter torna i li diu a Anne que Gustav vol anar a un internat i que Gustav i Anne van tenir una aventura. Anne nega l'acusació enfadada, dient que Gustav l'odia per haver acabat el matrimoni de Peter i Rebecca. També explica a Peter que Gustav va ser el responsable del robatori. Anne, Peter i Gustav s'asseuen junts, on Anne continua negant l'afer. Gustav amenaça de denunciar-la per l'assumpte, però ella respon que no és un testimoni creïble.

## Repartiment
- Trine Dyrholm - Anne
- Gustav Lindh - Gustav
- Magnus Krepper - Peter
- Preben Kristensen - Erik

## Recepció
A Rotten Tomatoes la pel·lícula té una qualificació d'aprovació del 97% basada en 29 comentaris. Especialment, es va elogiar l'actuació de Trine Dyrholm. Guy Lodge de la revista Variety la va considerar «[un] melodrama elegant i fascinant ...».